# La piccola casa
La piccola casa (The Little House) è un film del 1952 diretto da Wilfred Jackson. È un cortometraggio animato, prodotto dalla Walt Disney Productions e uscito negli Stati Uniti il 8 agosto 1952, distribuito dalla RKO Radio Pictures.

## Trama
La vicenda ha come protagonista una piccola casa di campagna timida e tranquilla che ospita una coppia appena sposata che col passare del tempo mette su famiglia. La piccola casa accoglie amorevolmente la famiglia che sta con lei, ma col passare del tempo l'urbanizzazione progredisce sempre di più e la piccola casa si trova in una zona di periferia. Piante, colline e alberi sono sostituiti, mettendo al loro posto edifici sempre più grandi che guardano con superiorità la piccola casa di campagna. Lei però non da peso a queste cose; il rumore e la confusione diventano insopportabili e la famiglia decide di traslocare per trovare un posto più tranquillo. La piccola casa viene infine abbandonata. Senza che nessuno la voglia comprare essa osserva il progresso sfrenato trasformare tutto il mondo intorno a sé. La Piccola Casa si ritrova così nel bel mezzo di un’enorme, rumorosa e sporca città piena di enormi e colossali edifici. La Piccola Casa ignorata e ormai fatiscente rimane abbandonata in un vicolo. Una notte degli uomini a bordo di un camion si avvicinano a lei e con tristezza chiude gli occhi aspettando la fine. Tutta via essi la sollevano e la caricano sul camion trasportandola via. Riaperti gli occhi, La piccola casa scopre con sorprese di essere stata completamente ristrutturata e di essere stata messa in una collina di nuovo nell'aperta campagna. Una nuova coppia di sposi entra felicemente nella Piccola Casa per iniziare una nuova vita insieme. La Piccola Casa felice ritorna alla sua tranquilla vita di campagna, lontana dall'inquinamento e dalla vita rumorosa della città, ascoltando i lievi rumori del bosco.

## Distribuzione

### Edizione italiana
Il corto arrivò in Italia direttamente in televisione negli anni sessanta; il doppiaggio fu eseguito dalla C.D.C. Nel 1986, per l'inclusione nella videocassetta Paperino e soci a caccia... di guai, il corto fu ridoppiato dal Gruppo Trenta; tale doppiaggio venne poi utilizzato nelle varie occasioni successive.

### Edizioni home video

#### VHS
- Paperino e soci a caccia... di guai (dicembre 1986)[1]